# Thurgauer Zeitung
La Thurgauer Zeitung est un quotidien suisse régional de langue allemande, partenaire du Sankt Galler Tagblatt. Elle appartient depuis 2018 à la coentreprise CH Media.

## Histoire
Paraissant à partir de janvier 1809 sous la forme d'un hebdomadaire dans l'imprimerie de Daniel Fehr et Andreas Pecht à Frauenfeld, la Thurgauer Zeitung est issue de la Frauenfelder Zeitung (1806-1809), qui elle-même avait succédé au Wochenblatt für den Kanton Thurgau (1798-1805). Elle est le seul journal de Thurgovie jusqu'en 1830. 
D'abord proche du gouvernement et ne se mêlant pas de politique cantonale, le journal adopte à partir de 1831 un positionnement du juste-milieu sous l'influence d'un comité de rédaction composé notamment de Johann Kaspar Mörikofer (de). Il soutient l'État fédéral après 1848 et se déclare radical à partir de 1857. Il appartient à Christan Beyel à partir de 1835. 
Jacques Huber, qui reprend la maison Beyel & Co. en 1857, et la société Huber & Co. qu'il fonde en 1903, marquent le journal pendant presque un siècle. Sous les rédacteurs en chef Edwin Altwegg et Oskar Reck (de), ainsi qu'avec Ernst Nägeli (de) à la rubrique culturelle, la Thurgauer Zeitung acquiert la réputation d'un journal de qualité, qui s'efface toutefois vers 1975, après sa transformation en tribune ouverte à diverses opinions. 
La Thurgauer Zeitung absorbe en 2001 le Thurgauer Tagblatt (de), le Thurgauer Volksfreund (de) et la Thurgauer Volkszeitung. Reprise par le groupe de presse Tamedia en 2005, en même temps que la société Huber & Co, elle s'allie au Landbote pour former le groupement Die Nordostschweiz, avec une rédaction commune à Winterthour. 
En 2011, le journal passe aux mains du groupe NZZ, qui en fait un partenaire du Sankt Galler Tagblatt. La coentreprise CH Media en est le propriétaire depuis 2018. 

## Tirage et nombre d'abonnés
La Thurgauer Zeitung comptait 1 500 abonnés en 1857 et 16 553 en 1927 ; elle tirait à 43 000 exemplaires en 2010.